# Scaphocalanus brevirostris
Scaphocalanus brevirostris är en kräftdjursart som beskrevs av Mungo Park 1970. Scaphocalanus brevirostris ingår i släktet Scaphocalanus och familjen Scolecitrichidae. Inga underarter finns listade i Catalogue of Life.